# Доктор Сивана
Доктор Таддеус Бодог Сивана (англ. Doctor Thaddeus Bodog Sivana) — суперзлодей из комиксов, которые издаёт компания DC Comics.
Впервые появляется в выпуске Whiz Comics #2 (декабрь 1939), который был издан компанией Fawcett Comics. Персонаж является заклятым врагом Билли Бэтсона (Капитана Марвела / Шазама). Злодей сравнивается с Лексом Лютером, врагом Супермена.
В Расширенной вселенной DC (DCEU), в фильме «Шазам!» 2019 года, Доктора Сивану играет Марк Стронг.

## Критика
- В 2009 году Доктор Сивана занял 82 место в списке 100 величайших злодеев комиксов по версии IGN[3].